# 타이 패니츠
타이 패니츠(Ty Panitz, 1999년 4월 8일 ~ )는 미국의 배우이다.

## 출연 작품
- 산타 버디즈 (2009)
- 스틸 (2009)
- 철없는 그녀의 아찔한 연애코치 (2007)
- 비밀의 숲 테라비시아 (2007)
- 구운 벌레 먹는 법 (2006)
- 해피 피트 (2006)
- 본즈 1 (2005)
- 나, 너 그리고 우리 (2005)